# 37391 Ебре
37391 Ебре (37391 Ebre) — астероїд головного поясу, відкритий 1 грудня 2001 року.
Тіссеранів параметр щодо Юпітера — 3,508.